# ماناستژتس
ماناستژتس (به لاتین: Manasterzec) یک روستا در لهستان است که در گمینا لسکو واقع شده‌است. ماناستژتس ۴۵۰ نفر جمعیت دارد.